# كريستيان بافون
كريستيان بافون (بالإسبانية: Cristian Pavón)‏ (و. 1996  م) هو لاعب كرة قدم، من الأرجنتين، شارك في كرة القدم في الألعاب الأولمبية الصيفية 2016، يلعب كمهاجم.

## روابط خارجية
- كريستيان بافون على موقع الدوري الأمريكي (الإنجليزية)
- كريستيان بافون على موقع إي إس بي إن إف سي (الإنجليزية)
- كريستيان بافون على موقع قاعدة بيانات كرة القدم.إي يو (الإنجليزية)
- كريستيان بافون على موقع ناشيونال فوتبول تيمز (الإنجليزية)
- كريستيان بافون على موقع Soccerbase.com (لاعب) (الإنجليزية)
- كريستيان بافون على موقع Soccerway.com (الإنجليزية)
- كريستيان بافون على موقع عالم كرة القدم.نت (الإنجليزية)
- كريستيان بافون على موقع أوليمبيديا (الإنجليزية)
- كريستيان بافون على موقع اللجنة الأولمبية الأرجنتينية (الإسبانية)
- كريستيان بافون على موقع AS.com (الإسبانية)